# 星稜中學校及高等學校
星稜中學校及高等學校（日语：星稜中学校・高等学校／せいりょうちゅうがっこう・こうとうがっこう）是一所位於日本石川縣金澤市的私立中高一貫校。
該校培育出包括本田圭佑在內的數名日本國家足球隊球員，知名棒球選手松井秀喜學生時代也曾於星稜就讀，並代表學校出戰甲子園。

## 特色
星稜高等學校的運動社團在日本全國相當知名，特別是足球與棒球為主要。足球方面，學校足球隊共入圍全國高等學校足球錦標賽27次，其中1999年至2015年連續17年晉級，並且是第93屆大會的優勝隊伍；棒球方面，棒球部於春季甲子園出場13次、夏季甲子園出場20次，其中1995年、2019年兩度獲得夏季甲子園亞軍。而1979年的箕島對星稜一役更被譽為日本高校棒球史上最具傳奇色彩的一場比賽。

## 歷史
學校最初為1962年由第一代的學校法人稻置學園所設立的「實踐第二高等學校」，當時稻置學園已有另一所學校－實踐商業高等學校（現在的石川縣立金澤向陽高等學校），因此本校在當時以「實踐第二」命名。
1963年稻置學園新設立學校法人稻置財團，將本校轉移給新設立的學校法人，並更名為「星稜高等學校」，新的學校法人後來在1965年也隨之更名為學校法人稻置星稜學園。
1967年隨著稻置星稜學園成立了金澤經濟大學，本校也成為其附屬學校，因而更名為「金澤經濟大學附屬星稜高等學校」。
而原本的學校法人稻置學園在1970年將實踐商業高等學校轉移給石川縣政府後解散，1971年學校法人稻置星稜學園因而更名為第二代的學校法人稻置學園，同時本校也更名為「金澤經濟大學星稜高等學校」，並在1972年成立中學校。
1983年再次更名，不再冠上金澤經濟大學的名稱，校名變更為「星稜中學校及高等學校」。

## 交通資訊
搭乘鐵路：
- 東金澤車站徒步約15分鐘。

搭乘公車：
- 北鐵巴士（日语：北鉄バス）與JR巴士皆有路線經過。

## 著名校友
- 足球界
  - 豐田陽平
  - 本田圭佑
- 棒球界
  - 松井秀喜
  - 村松有人
  - 奧川恭伸
  - 内山壯真
  - 山瀬慎之助（日语：山瀬慎之助）
- 演藝界
  - 宮崎由加
  - 新谷良子
- 其他
  - 馳浩